# Oxigenoterapie hiperbară

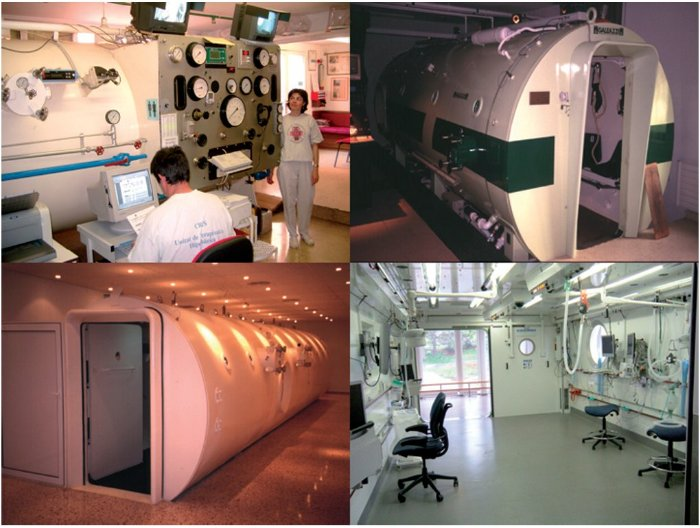
Centru de oxigenoterapie hiperbară modern ce dispune de multiple facilități

Oxigenoterapia hiperbară (engleză - Hyperbaric Oxygen Therapy - HBOT) este o metodă de tratament ce constă în plasarea pacientului într-o incintă rezistentă la presiune care conține oxigen pur sau aer îmbogățit în oxigen (amestec respirator Nitrox), la o presiune superioară celei atmosferice. 
Începuturile oxigenoterapiei hiperbare datează încă din anul 1662 când medicul englez Henshaw, efectuează primele tratamente cu o cameră hiperbară construită de el, numită „Domicilium”, pe care o presuriza cu aer comprimat. 
Carl Wilhelm Scheele descoperă elementul oxigen în anul 1773 fără a-l denumi, iar în anul 1777 Antoine Lavoisier introduce termenul oxigen.
Ceva mai târziu, în anul 1837 Pravaz în Franța construiește cea mai mare cameră hiperbară de atunci, utilizată pentru a trata diferite afecțiuni pulmonare, iar în 1877, Fontaine concepe prima cameră hiperbară mobilă recomandată pentru tratamentul de reducere a herniei, precum și pentru pacienți cu astma, emfizem, bronșită cronică, anemie. Cu această cameră s-au efectuat 27 de intervenții pe durata a trei luni.
În anul 1895, fiziologul Haldane a demonstrat calitățile terapeutice ale oxigenului hiperbar.
În anul 1928, Cunningham construiește cea mai mare cameră hiperbară la acea dată, în Cleveland, Ohio. Camera era din oțel, înaltă de cinci etaje și diametrul de 22 metri. Fiecare etaj avea căte 12 paturi cu toate facilitățile unui adevărat hotel. 
După anii 1950...60, oxigenoterapia hiperbară a cunoscut o raspândire internațională în special datorită cercetărilor efectuate de școlile medicale de la Churchill Davidson din Londra, Boerema din Amsterdam și Smith and Sharp din Glasgow.
Metoda de tratament constă în administrarea oxigenului într-un cheson special sau barocameră, de tip multiloc sau monoloc. 
În chesoanele multiloc, presurizarea se face cu aer, oxigenul fiind utilizat exclusiv pentru respirație din măști oro-nazale cu deversor. Avantajul principal al acestui tip de cheson constă în posibilitatea ca un doctor să însoțească pacientul în interiorul lui și să-i acorde asistența necesară. Există chiar săli întregi de operație, amenajate în chesoane spațioase, complex dotate.
În chesoanele monoloc, atât presurizarea cât și respirația se efectuează de obicei cu oxigen pur, existând avantajul extinderii tratamentului hiperbar la o gamă puțin mai largă de aplicații însă și dezavantajul pericolului de incendiu, din cauza atmosferei bogate în oxigen și a presiunii ridicate.

## Aplicații
Oxigenoterapia hiperbară se poate aplica cu succes în următoarele cazuri:
- intoxicația cu monoxid de carbon
- Sindrom de strivire, politraumatisme
- Leziune diabetică a piciorului
- Osteoradionecroză
- Leziuni ale țesuturilor moi induse prin radioterapie
- Necroză aseptică de cap femural, genunchi, gleznă
- Arsuri > 20% din suprafață și gradul 2
- Embolie gazoasă
- boli infecțioase (gangrenă gazoasă, tetanos, septicemie, dermatite, osteomielită refractară)
- arsuri
- maladii cardiovasculare (arterită cronică, ischemie traumatică, boala lui Bürger, perturbări ale circulației cerebrale, defecte coronariene acute)
- accidente de scufundare
- stări de șoc
- chirurgia cordului
- asfixii neonatale
- transplanturi de organe

### Cancer
În medicina alternativă, medicina hiperbară a fost promovată ca tratament pentru cancer. Cu toate acestea, un studiu din 2011 al American Cancer Society⁠(en)[traduceți] nu a raportat nicio dovadă că este eficient în acest scop. Un articol de revizuire din 2012 din revista Targeted Oncology raportează că „nu există dovezi care să indice că HBO nu acționează ca un stimulator al creșterii tumorii și nici ca un amplificator al recurenței. Pe de altă parte, există dovezi care implică că HBO ar putea avea efecte inhibitoare tumorale în anumite subtipuri de cancer și, prin urmare, credem cu tărie că trebuie să ne extindem cunoștințele despre efectul și mecanismele din spatele oxigenării tumorii.”

## Contraindicații
Există unele contraindicații în ceea ce privește terapia cu oxigen hiperbar, cum ar fi pneumotorax netratat, crize epileptice necontrolate sau claustrofobia severă. Cu toate acestea, în manualul privind practica medicală hiperbară se menționează următoarele: „Atunci când vine vorba de efecte secundare, HBOT este unul dintre cele mai sigure dintre toate tratamentele medicale realizate în spitale.”
Este important ca orice persoană care ia în considerare terapia hiperbară să discute cu un medic specialist pentru a evalua riscurile și beneficiile în contextul afecțiunii sale și al istoricului medical individual. 